# 轴榈属
轴榈属（学名：Licuala）是棕榈目棕榈科下的一个属，为灌木植物，少数为乔木。该属共有约153种，分布于亚洲、大洋洲和太平洋岛屿。